# Marga Scheide
Margareth (Marga) Scheide (Amsterdam, 15 februari 1954) is een Nederlands fotomodel, danseres en zangeres. Ze werd met name bekend als lid van het trio Luv'.

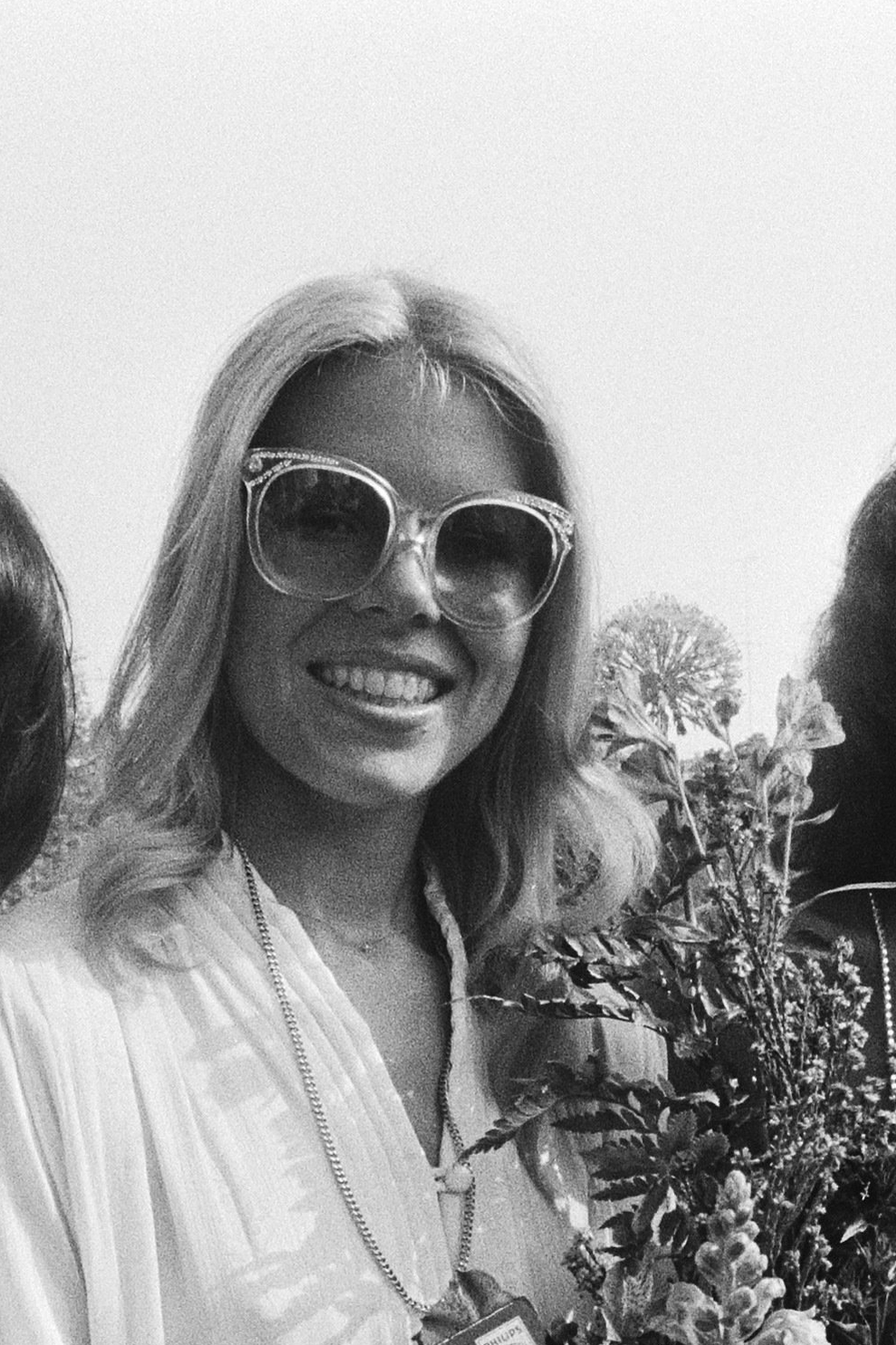
Marga Scheide (1979)

## Loopbaan
Scheide was voor haar zangcarrière bij Luv' werkzaam als fotomodel en haar afbeelding verscheen op de hoes van diverse compilatie-LP's van Nederlandstalige hits. Zij deed mee aan verschillende fotomodellenwedstrijden, waaronder Miss Holland 1972, 1973, 1977, Miss Young International 1973 en Miss Europe 1975. Tevens werd zij uitgekozen om de aardappel bintje te promoten in een wereldwijde advertentiecampagne. In 1976 werd zij uit 30 andere meisjes verkozen om mee te doen aan Luv'. Ze werd toen gescout door de producers Hans van Hemert en Piet Souer. Tot 1981 had de groep veel succes maar ging uiteindelijk toch uiteen. Collega's Patty Brard en José Hoebee hadden vervolgens ieder solo kortstondig succes. Scheide maakte met de groep Duo Deuce de single One Two Three Bananas. Vervolgens nam zij enkele solosingles op, zoals Love Symphony, I'll sing you a song en Dance on. Later trok zij zich enigszins terug uit de muziekwereld. In 1989 zorgde Scheide voor een rentree van de groep Luv'. Met twee nieuwe leden Michelle Gold en Diana van Berlo (1989-1990) en Scheide zelf lukte het de groep om in oktober van dat jaar een bescheiden hit met Welcome To My Party te behalen. In een andere samenstelling, met Diana van Berlo en Carina Lemoine, bleef de groep ook tussen 1990-1992 optreden.
In 1993 kwam Luv’ nog één keer in de originele samenstelling terug met een Mega Mix van hun oude hits. In 1996 begon Scheide haar eigen bedrijfje, genaamd Select Idols en Select CD. In 2006 was er een reünie van de dames van Luv'. In een realitysoap werden ze gevolgd in de aanloop naar hun optreden tijdens het concert van De Toppers eind mei 2006 in de Amsterdam ArenA. De band zou in 2006 weer stoppen maar wegens succes werd besloten de optredens door te laten gaan. Scheide deed mee aan het programma Sterren dansen op het ijs. Zij was de oudste (vrouwelijke) deelnemer en werd uitgeschakeld tijdens de derde show, met 46% van de stemmen. In 2011 nam Scheide deel aan het programma Komen Eten. Bij Dutch Valley in 2012 trad Scheide voor het laatst met Luv’ op in originele samenstelling.
In 2015 kwam er opnieuw een comeback van Marga met Luv’. De plaats van Patty Brard werd voor de 2e keer overgenomen door Ria Thielsch die het stokje in 2019 verder overdroeg aan Chimène van Oosterhout.
Scheide liet het merk Luv’ al in 1989 deponeren en beschikt daardoor over alle rechten van de groepsnaam.